# توم غريفين (كاتب مسرحي)
توم غريفين (بالإنجليزية: Tom Griffin)‏ هو كاتب مسرحي أمريكي، ولد في 14 فبراير 1946، وتوفي في 20 مارس 2018.

## وصلات خارجية
- توم غريفين على موقع قاعدة بيانات برودواي على الإنترنت (الإنجليزية)